# 찰스 다윈 연구소

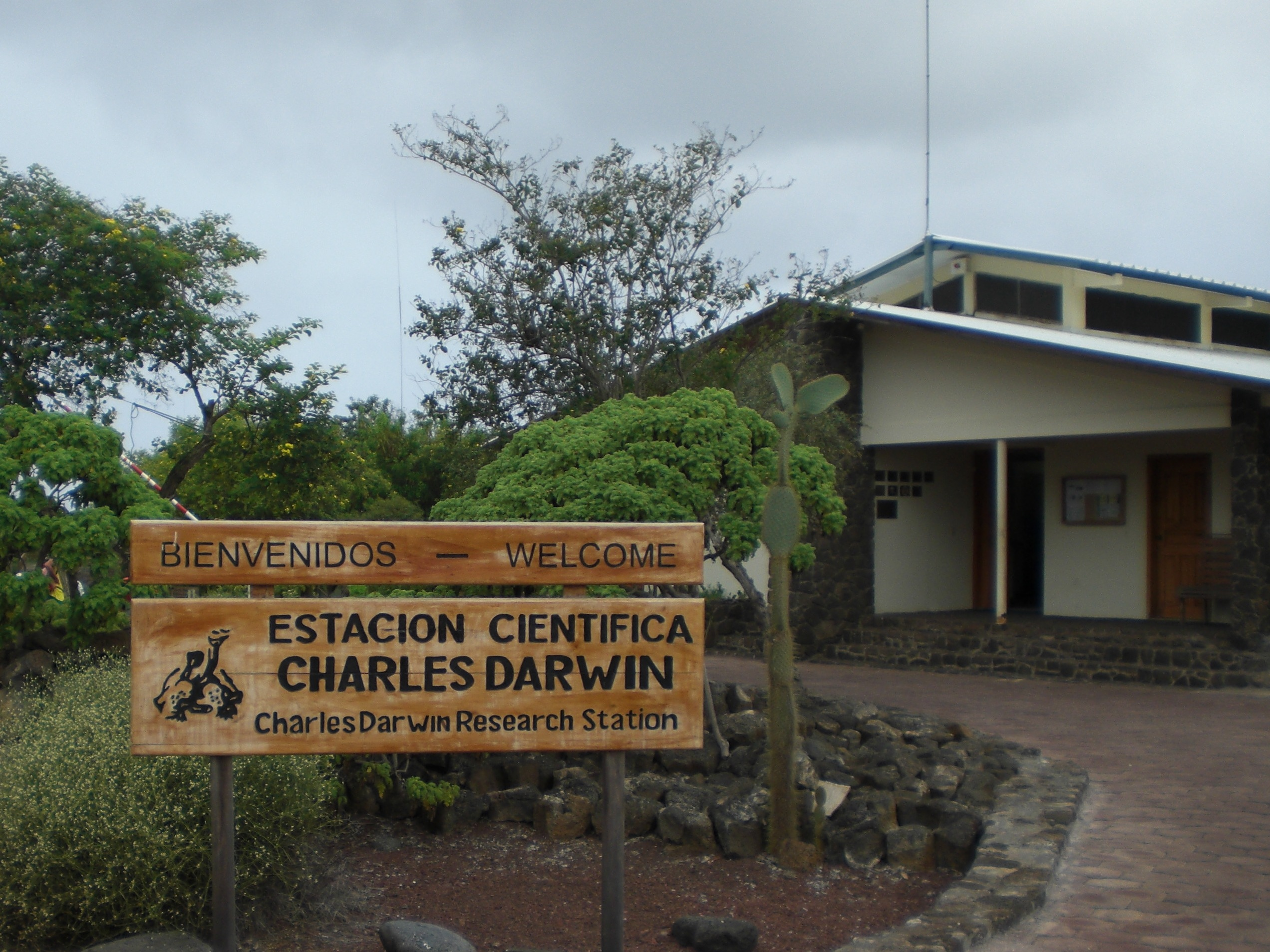
갈라파고스 주, 푸에르토아요라에 있는 찰스 다윈 연구소

찰스 다윈 연구소(The Charles Darwin Research Station, CDRS)는 찰스 다윈 재단에 의해 운영되는 생물학 연구소이다. 갈라파고스 군도의 산타크루스섬에 있는 푸에르토아요라에 자리를 잡고 있으며, 이사벨라섬과 산크리스토발섬에 위성 사무소를 갖추고 있다.

## 배경

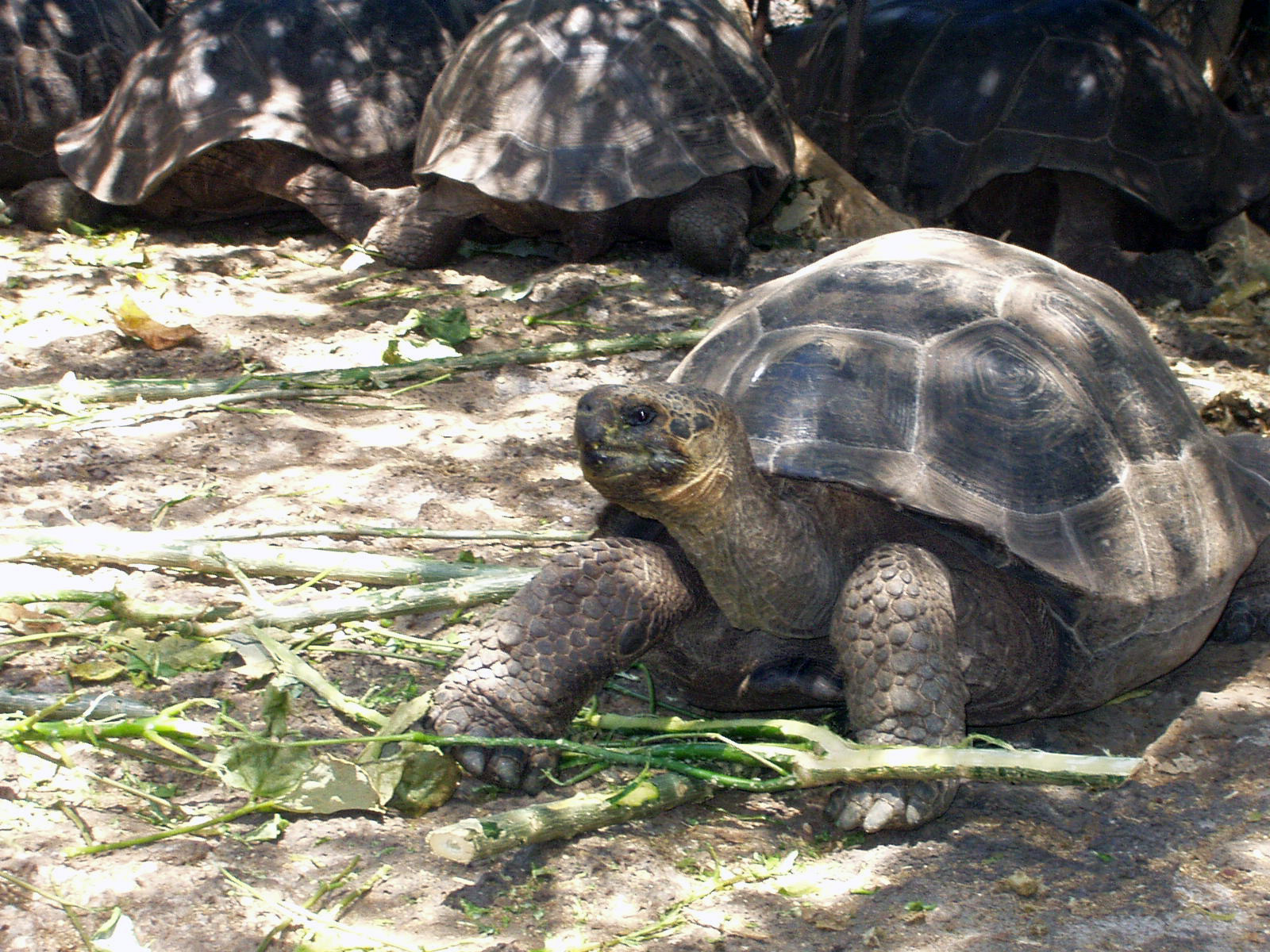
찰스 다윈 연구소에 있는 거북

산타크루스섬의 푸에르토아요라에는 에콰도르와 외국인 과학자들이 갈라파고스 제도의 해양 생태계를 보존하기 위해 꾸준히 연구와 프로젝트를 진행하고 있다. 찰스 다윈 연구소는 1964년에 설립되었으며, 자연 역사 해석 센터를 가지고 있고, 갈라파고스 보존을 위한 교육적 프로젝트를 수행하고 있다.

## 목적과 업무

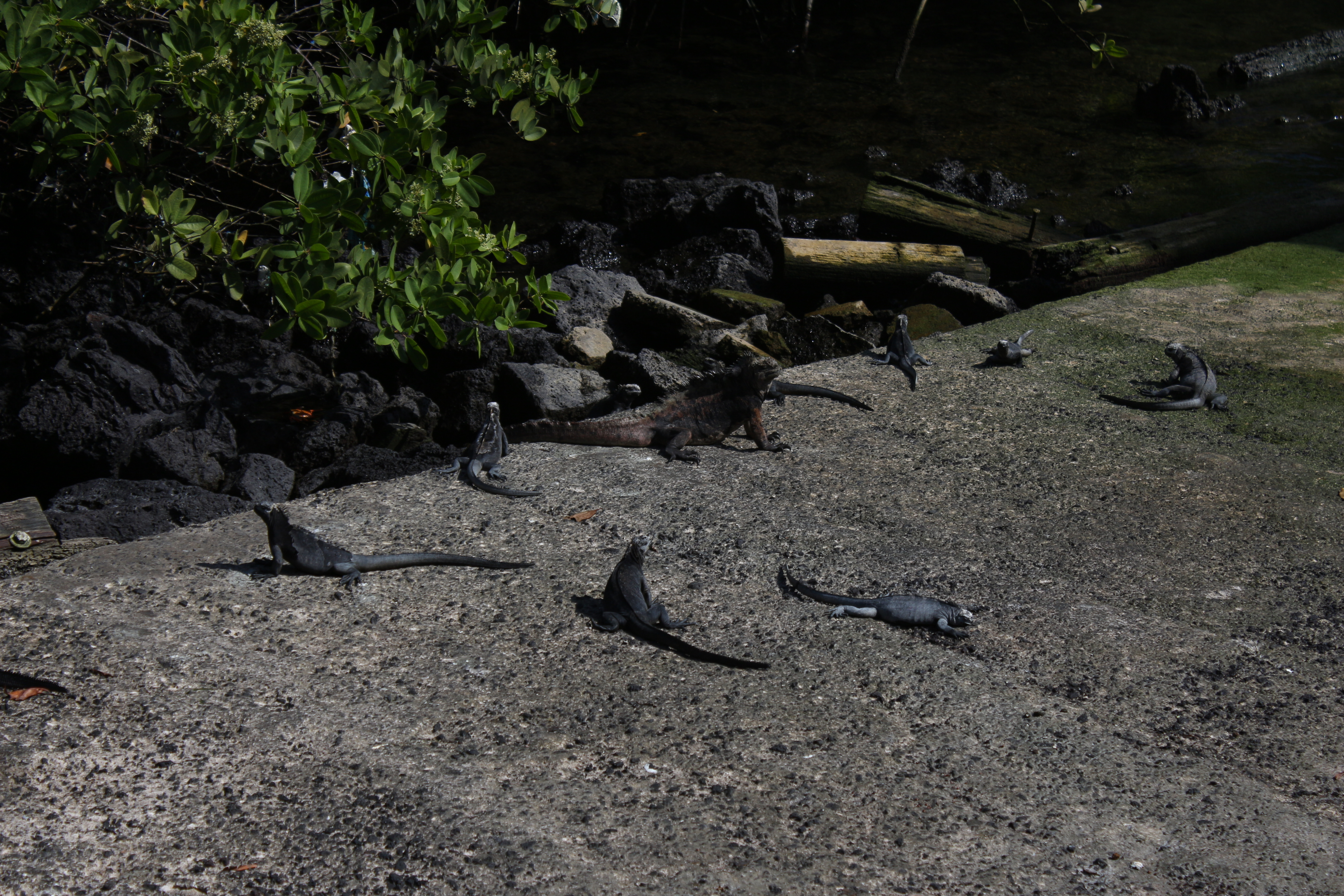
찰스 다윈 연구소에 있는 바다 이구아나들

찰스 다윈 연구소의 목표는 과학적 연구와 보존을 위한 환경 교육을 병행하는 것이다. 이 연구소는 수백명에 이르는 과학자와 교육자, 자원봉사, 연구원 그리고 전 세계에서 온 지원 직원으로 구성된 팀이 있다.
과학 연구와 감시 프로젝트는 주요 파트너인 갈라파고스 국립공원 서비스(GNPS)와 협동을 통해 CDRS에서 수행된다. 그리고 국립공원 서비스는 갈라파고스 제도에서 보존과 자연자원 문제를 담당하는 정부 기관으로서의 역할을 한다.

## 같이 보기
- 찰스 다윈